# Roz-sur-Couesnon
Roz-sur-Couesnon (bret. Roz-an-Arvor) – miejscowość i gmina we Francji, w regionie Bretania, w departamencie Ille-et-Vilaine.
Według danych na rok 1990 gminę zamieszkiwało 921 osób, a gęstość zaludnienia wynosiła 36 osób/km² (wśród 1269 gmin Bretanii Roz-sur-Couesnon plasuje się na 607. miejscu pod względem liczby ludności, natomiast pod względem powierzchni na miejscu 360.).